# Cookøerne ved sommer-OL 2016
Cookøerne deltog ved sommer-OL 2016 i Rio de Janeiro, Brasilien fra 5. til 21. august 2016. Dette var nationens ottende deltagelse i træk. Landet sendte ni atleter, der konkurrerede i fem sportsgrene: Atletik, kano, sejlsport, svømning og vægtløftning. Deltagelsen resulterede ikke i vundne medaljer.